# Otto von Alberti

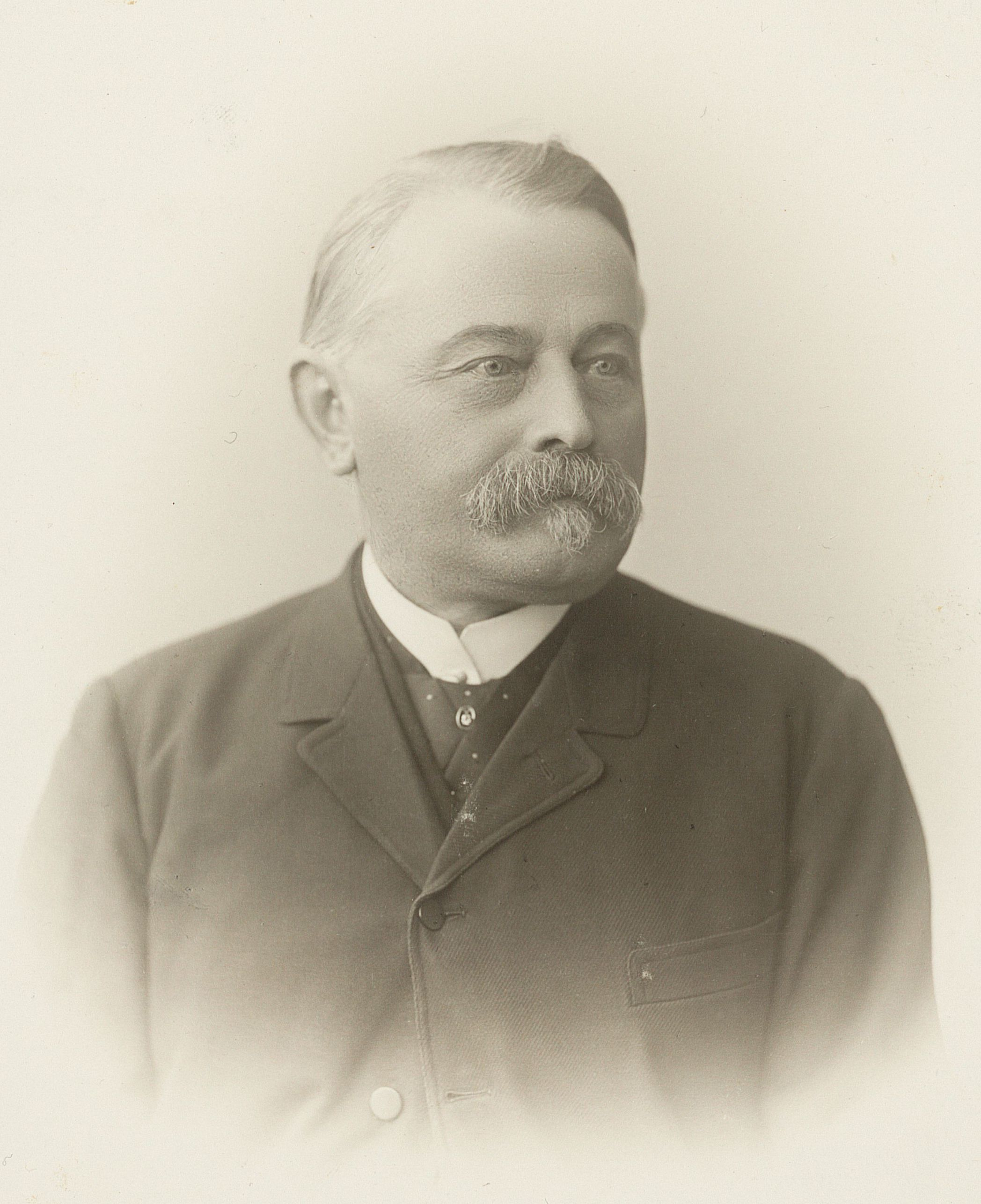
Otto von Alberti, fotografiert von Theodor Andersen

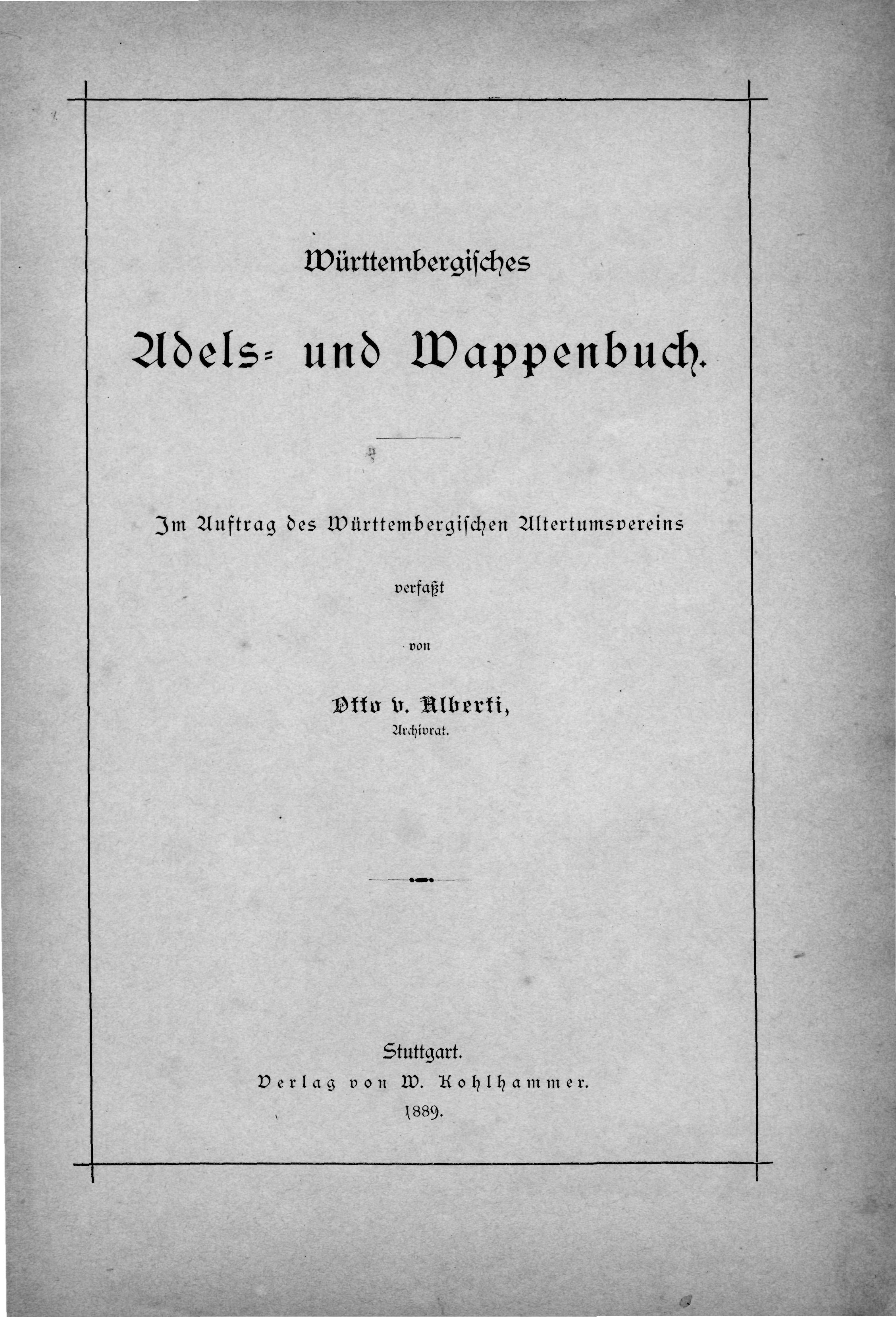
Alberti Wappenbuch

Otto von Alberti (* 23. September 1834 in Wilhelmshall bei Rottweil; † 9. März 1904 in Stuttgart) war ein deutscher Heraldiker, Historiker und Jurist. 

## Leben
Otto von Alberti, Sohn von Friedrich von Alberti (1795–1878), war ursprünglich Jurist (Richter und Rechtsanwalt). Im Jahre 1879 bekam er eine Stelle als Sekretär am Staatsarchiv in Stuttgart. Dort war er später als königlich Württembergischer Geheimer Archivrat tätig. Er war Mitglied in der Kommission für württembergische Landesgeschichte, beim Vereinsausschuß der Staatssammlung vaterländischer Kunst- und Alterthumsdenkmale sowie beim Württembergischen Geschichts- und Alterthumsverein und wurde Ritter der Ersten Klasse des Friedrichsordens.
1889 verfasste er das heraldische Standardwerk Württembergisches Adels- und Wappenbuch, das unter dem Namen „Alberti“ einem breiten Publikum bekannt wurde.
Von Alberti wurde auf dem Pragfriedhof in Stuttgart begraben.

## Werke
- Ein Münzfund. In: Zeitschrift des Historischen Vereins für das Württembergische Franken. Bd. 2 (1852), Heft 6, S. 109–124 (Digitalisat).
- Die Aebtissinnen von Lichtenstern. In: Diözesan-Archiv von Schwaben. Bd. 1 (1884), S. 5 (Digitalisat).
- Württembergisches Adels- und Wappenbuch. Kohlhammer, Stuttgart,
  - Bd. 1: A–M, 1889–1898 (Digitalisat)
  - Figurenregister zum 1. Bd., 1899 (Digitalisat).
  - Bd. 2: N–Z, 1916 (Digitalisat).

## Ehrungen
- Ritterkreuz I. Klasse des Württembergischen Friedrichsordens[2]
- Silberne Jubiläumsmedaille
- Ritterkreuz I. Klasse des Ordens vom Zähringer Löwen

## Sekundärliteratur
- Totenliste 1904. In: Biographisches Jahrbuch und deutscher Nekrolog / Unter ständiger Mitwirkung von … hrsg. von Anton Bettelheim. Bd. 10, Vom 1. Januar bis 31. Dezember 1905. Berlin: Reimer, 1907, Sp. 6*
- Artikel in der Stuttgarter Zeitung, 2004 (Auszug)